# Janvier 1883

## Événements

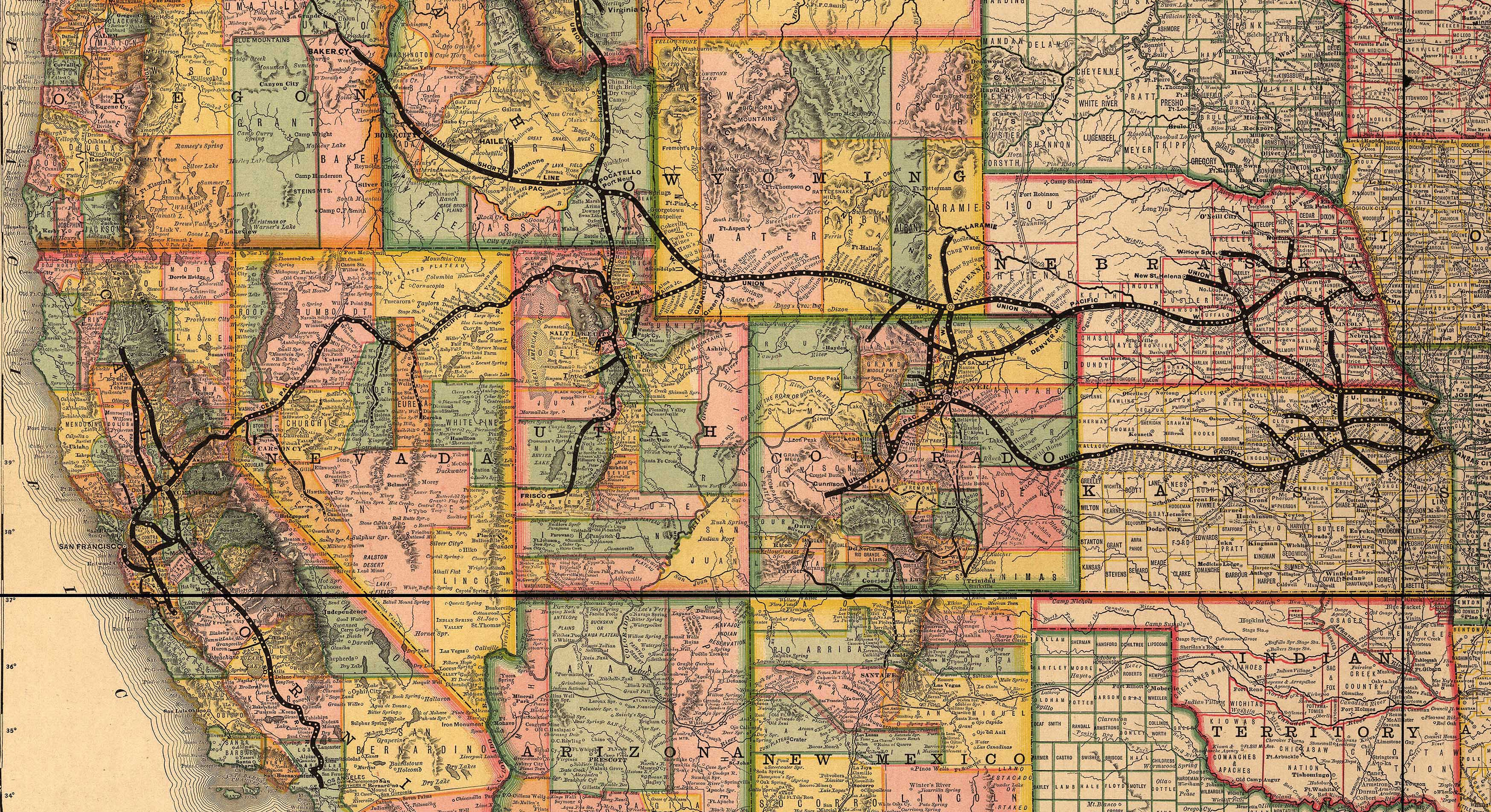
Southern Pacific, Nothern Pacific et Central Pacific en 1883

- 7 janvier : la Grande-Bretagne évince la France et organise l’occupation de l'Égypte, officiellement provisoire. Elle envisage d’évacuer le pays en 1884, date à laquelle elle souhaite l’avoir affranchi de la tutelle ottomane.

- 12 janvier, États-Unis : achèvement de la ligne de chemin de fer Southern Pacific.

- 15 janvier, États-Unis : achèvement de la ligne de chemin de fer Northern Pacific.

- 16 janvier, États-Unis : la Chambre des représentants vote le Pendleton Civil Service Act, qui organise le recrutement des fonctionnaires en fonction de leurs qualifications et non plus selon leur appartenance politique, les postes étant habituellement alloués aux vainqueurs des élections (système des dépouilles).

- 18 janvier :
  - Déclaration d'utilité publique de la ligne de Trilport à Bazoches
  - La place Gambetta à Bordeaux prend son nom actuel
  - Inauguration de l'orgue de la cathédrale Notre-Dame de Sées

- 19 janvier (Soudan) : le Mahdi, s'empare d'El-Obeid, la capitale du Kordofan.

- 29 janvier :
  - Canada : William Smithe devient premier ministre de la Colombie-Britannique, remplaçant Robert Beaven.
  - France : gouvernement Armand Fallières.

## Naissances
- 1er janvier : Federigo Tozzi, écrivain italien († 21 mars 1920).
- 6 janvier :
  - Florenz Ames, acteur américain († 6 mars 1961).
  - Khalil Gibran, peintre et écrivain libanais († 10 avril 1931)
- 18 janvier :
  - Edward Peil Sr. (mort le 29 décembre 1958), acteur américain
  - George Oliver (mort le 20 août 1965), golfeur américain
  - Georges Raulet (mort le 17 décembre 1955), directeur de la photographie et réalisateur français
  - Maurice Joron (mort le 4 octobre 1937), peintre français
- 19 janvier : Hermann Abendroth, chef d'orchestre allemand († 29 mai 1956).
- 28 janvier : Gustav-Adolf Mossa, peintre symboliste français († 25 mai 1971).

## Décès
- 23 janvier : Gustave Doré, dessinateur, graveur et sculpteur français (° 1832).
- 30 janvier, Pierre-Adolphe Pinsonnault, premier évêque de London, Ontario.